# Liste der Listed Buildings in Tillicoultry
In dieser Liste sind sämtliche Baudenkmäler in der schottischen Stadt Tillicoultry in Clackmannanshire zusammengefasst. Die Bauwerke sind anhand der Kriterien von Historic Scotland in die Kategorien A (nationale oder internationale Bedeutung), B (regionale oder mehr als lokale Bedeutung) und C (lokale Bedeutung) eingeordnet. Derzeit gibt es in Tillicoultry zwölf Denkmäler aus der Kategorie B und fünf aus der Kategorie C.

## Denkmäler
| Name                              | Typ                  | Lage                           | Kategorie | Eintrag | Bild                       |
| --------------------------------- | -------------------- | ------------------------------ | --------- | ------- | -------------------------- |
| Harviestoun Castle Home Farm      | Bauernhof            | 56° 9′ 44″ N, 3° 42′ 58,7″ W   | B         | 13856   |                            |
| Tillicoultry Mains                | Bauernhof            | 56° 9′ 24,5″ N, 3° 43′ 39″ W   | B         | 15165   | Tillicoultry Mains         |
| Devonknowes Farmhouse             | Bauernhof            | 56° 8′ 47,1″ N, 3° 43′ 18,6″ W | C         | 15204   |                            |
| Harviestoun Castle Stables        | Stallung             | 56° 9′ 42,2″ N, 3° 43′ 2,5″ W  | B         | 15205   |                            |
| Shannockhill Farmhouse            | Bauernhof            | 56° 8′ 16,7″ N, 3° 43′ 26″ W   | C         | 19727   |                            |
| Parish Church of St. Serf         | Kirche               | 56° 9′ 8,8″ N, 3° 44′ 6,6″ W   | B         | 42048   |                            |
| Tillicoultry Manse                | Pfarrhaus            | 56° 9′ 6,9″ N, 3° 44′ 5,4″ W   | C         | 42049   |                            |
| Turm des Popular Institute        | Turm                 | 56° 9′ 18,5″ N, 3° 44′ 42,8″ W | B         | 42050   | Turm des Popular Institute |
| 99 High Street                    | öffentliches Gebäude | 56° 9′ 11,7″ N, 3° 44′ 37,9″ W | C         | 42051   |                            |
| West Church                       | ehemalige Kirche     | 56° 9′ 11,9″ N, 3° 44′ 41,6″ W | C         | 42052   |                            |
| Tillicoultry House Stables        | Stallung             | 56° 9′ 30,2″ N, 3° 44′ 1,6″ W  | B         | 42053   |                            |
| Clock Mill                        | Mühle                | 56° 9′ 26,5″ N, 3° 44′ 58,4″ W | B         | 42054   |                            |
| Brücke über den Tillicoultry Burn | Brücke               | 56° 9′ 27,4″ N, 3° 44′ 58,4″ W | B         | 42055   |                            |
| Alter Friedhof von Tillicoultry   | Friedhof             | 56° 9′ 31,5″ N, 3° 44′ 2,9″ W  | B         | 42056   |                            |
| Beechwood                         | Villa                | 56° 9′ 12,3″ N, 3° 44′ 12,3″ W | B         | 42057   |                            |
| Paton’s Mill                      | Mühle                | 56° 9′ 10,4″ N, 3° 44′ 57,8″ W | B         | 42058   |                            |
| Devonvale Hall                    | Gemeindezentrum      | 56° 9′ 2,5″ N, 3° 44′ 18″ W    | B         | 50034   |                            |

- Karte mit allen Koordinaten:
- OSM |
- WikiMap